# Spolno prenosljiva bolezen
Spolno prenosljiva bolezen ali venerična bolezen je bolezen, pri kateri obstaja velika verjetnost, da se bo od okuženega človeka ali živali prenesla na zdravega s spolnim odnosom, kar lahko vključuje vaginalni, oralni ali analni odnos. 
Nekatere spolno prenosljive bolezni se lahko prenašajo tudi z izmenjavo drugih telesnih tekočin, npr. krvi ob uporabi kontaminiranih injekcijskih igel ali transfuziji, materinim mlekom ob dojenju ipd. 
V zadnjem času se za pojav vedno bolj uveljavlja izraz spolno prenosljiva okužba, ki je splošnejši; oseba je lahko namreč okužena in deluje kot prenašalec, čeprav sama ne izraža simptomov, značilnih za bolezen.

## Virusne okužbe

### Hiv (humaniimunodeficientnivirus)
Hiv je retrovirus, ki napada človekov imunski sistem, zaščito pred okužbami in boleznimi. Nezdravljena okužba s hivom vodi v razvoj aidsa. Hiv se najpogosteje prenaša s spolnimi odnosi (analnimi, vaginalnimi in oralnimi) in s souporabo igel za injiciranje drog.

#### Zdravljenje hiva
Za hiv še ni zdravila, vendar učinkovita protivirusna terapija virusu prepreči razmnoževanje, kar onemogoči razvoj aidsa. Dosledno jemanje zdravil pomeni, da lahko večina ljudi, ki živijo s hivom, pričakuje običajno življenjsko dobo.

#### Simptomi
Od enega do šest tednov po okužbi se pri 50-90% oseb pojavijo simptomi okužbe, ki jih imenujemo akutni hiv sindrom oziroma akutni retrovirusni sindrom. Simptomi akutnega hiv sindroma postopoma minejo, nato pa nastopi brezsimptomatsko obdobje okužbe, ki v povprečju traja od 8 do 10 let. Takrat oseba s hivom nima posebnih zdravstvenih težav.
Ker so lahko simptomi neznačilni ali se ne pojavijo, je edini zanesljivi način ugotavljanja okužbe s hivom testiranje z odvzemom krvi.

#### Verjetnost okužbe s hivom pri posamezni obliki spolnega odnosa
| Oblika spolnega odnosa    | Verjetnost okužbe pri enem spolnem odnosu |
| receptivni analni seks    | 1,4 %                                     |
| insertivni analni seks    | 0,11 % obrezani, 0,62 % neobrezani        |
| receptivni vaginalni seks | 0,08 %                                    |
| insertivni vaginalni seks | 0,04 %                                    |
| receptivni oralni seks    | 0,04 %                                    |

#### Preventiva
Med najbolj zanesljive oblike preprečevanje okužbe s hivom se uvrščajo:
- antiretrovirusna terapija oseb, ki živijo s hivom,
- dosledna uporaba kondoma
- PrEP,  preventivno zdravljenje, katerega cilj je preprečitev okužbe s hivom,
- PEP, zaščitno zdravljenje po izpostavitvi hivu.

| Oblika preventive                      | Zmanjšanje možnosti okužbe               |
| HIV antiretrovirusna terapija pri HIV+ | za 96 %                                  |
| PrEP                                   | za 90-99%, pri doslednem jemanju zdravil |
| PEP                                    | za 83 %                                  |
| Dosledna uporaba kondomov              | za 80 %                                  |

### Druge virusne okužbe
- hepatitis B,
- hepatitis C,
- humani papilomski virus (HPV),
- herpes simpleks, tip 1 in 2

## Bakterijske okužbe
Med bakterijske okužbe spadajo sifilis, gonoreja in klamidija.

## Testiranje
Spolno prenosljive okužbe se testirajo:
- z odvzemom krvi (hiv, hepatitisi, sifilis),
- z odvzemom brisa (HPV, herpes, gonoreja, klamidija)